# Jake Nava
Jake Nava är en amerikansk musikvideoregissör.

## Musikvideor (urval)
- Atomic Kitten - "Be With You"
- Atomic Kitten - "The Last Goodbye"
- Audio Bullys - "Way Too Long"
- Beyoncé feat. Jay-Z - "Crazy in Love"
- Beyoncé - "Naughty Girl"
- Britney Spears - "My Prerogative"
- The Cranberries - "Stars"
- Jamelia - "Call Me"
- Kelis - "Milkshake"
- Kylie Minogue - "Red Blooded Woman"
- Mariah Carey - "Get Your Number"
- Natasha Bedingfield - "Single"
- Spice Girls - "Holler"
- System Of A Down - "B.Y.O.B"
- Tina Turner - "Whatever You Need"
- True Steppers - "Out Of Your Mind"
- Usher - "Burn"